# Lunar: Eternal Blue
 (mai 2019).
Si vous disposez d'ouvrages ou d'articles de référence ou si vous connaissez des sites web de qualité traitant du thème abordé ici, merci de compléter l'article en donnant les références utiles à sa vérifiabilité et en les liant à la section « Notes et références ».
Lunar: Eternal Blue est un jeu vidéo de rôle sorti en 1994 sur Mega-CD. Le jeu a été développé par Studio Alex et édité par Game Arts. Il fait suite à Lunar: The Silver Star également paru sur Mega-CD en 1992.